# Roche-Saint-Secret-Béconne
Roche-Saint-Secret-Béconne é uma comuna francesa na região administrativa de Auvérnia-Ródano-Alpes, no departamento de Drôme. Estende-se por uma área de 33,23 km². Em 2010 a comuna tinha 472 habitantes (densidade: 14,2 hab./km²).